# Jaroslav Rudiš

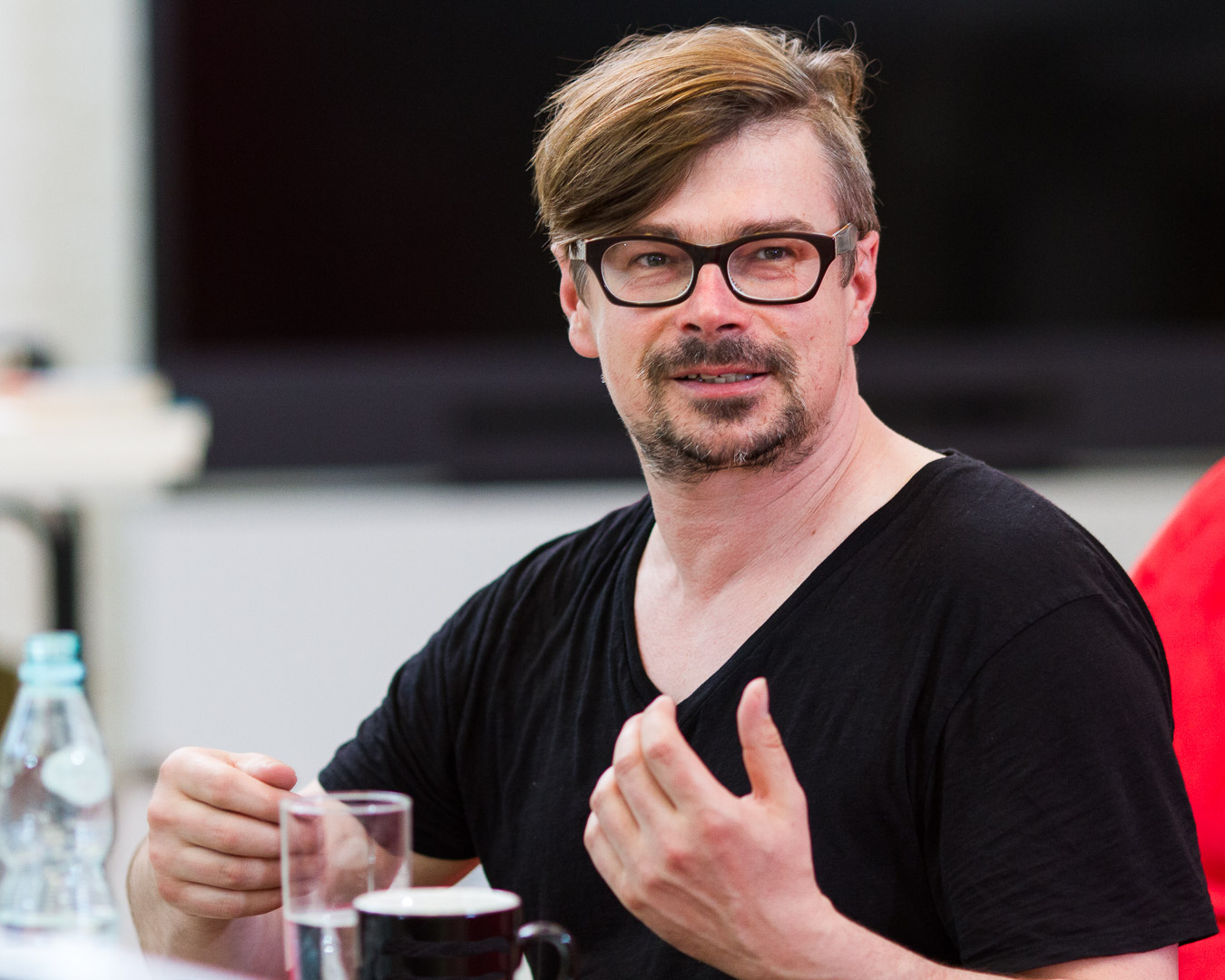
Jaroslav Rudiš in 2015

Jaroslav Rudiš (Turnov, 8 juni 1972) is een Tsjechische schrijver, journalist en muzikant van de Kafka Band.
Rudiš werd bekend door de publicatie van zijn eerste roman Nebe pod Berlínem (‘De hemel onder Berlijn’) in 2002, het verhaal van een Tsjechische leraar die stopt met zijn baan om een nieuw leven te beginnen in Berlijn, waar hij muziek speelt in de metro, die – samen met de geesten van ‘zelfmoordspringers’ – een soort mystieke betekenis voor hem krijgt, en sluit zich aan bij een indierockgroep (wat een semiautobiografisch motief is). Het was een van de succesvolste Tsjechische boeken van de periode. Rudiš ontving voor deze roman de Jiří Orten prijs.
Zijn samenwerking met tekenaar Jaromír 99 leidde tot de publicatie van drie nauw verbonden grafische romans, die zich afspelen onder de werknemers van de spoorwegen: Bílý potok ("Witte beek", 2003), Hlavní nádraží ("Centraal station", 2004) en Zlaté Hory ("Gouden bergen"). De trilogie is verfilmd tot een geanimeerde speelfilm, Alois Nebel, die werd uitgebracht in 2011.